# Craíbas
Craíbas is een gemeente in de Braziliaanse deelstaat Alagoas. De gemeente telt 23.294 inwoners (schatting 2009).